# Eadberht (évêque de Lindisfarne)
Pour les articles homonymes, voir Eadberht.
Eadberht est un prélat anglo-saxon mort le 6 mai 698. Il est évêque de Lindisfarne de 688 à sa mort.

## Biographie
Après la démission de l'évêque Cuthberht, en 687, le diocèse de Lindisfarne est administré pendant un an par Wilfrid avant l'élection d'Eadberht, en 688. Ses origines sont inconnues, mais il appartenait peut-être à la communauté monastique de Lindisfarne. Bède le Vénérable le décrit comme « un homme versé dans la science des Écritures aussi bien qu'attentif à suivre les préceptes célestes et, plus que tout, la pratique de l'aumône ».
Eadberht assure la charge épiscopale pendant dix ans, jusqu'à sa mort, le 6 mai 698. Durant cette période, il fait recouvrir de plomb le toit de l'église abbatiale de Lindisfarne et préside à la translation des reliques de Cuthberht à un nouvel emplacement l'année de sa mort. Bède rapporte qu'Eadberht est inhumé dans l'ancienne tombe de Cuthberht. Un culte se développe rapidement autour de sa personne, avec une fête le 6 mai, jour anniversaire de sa mort.